# Nieuwegein

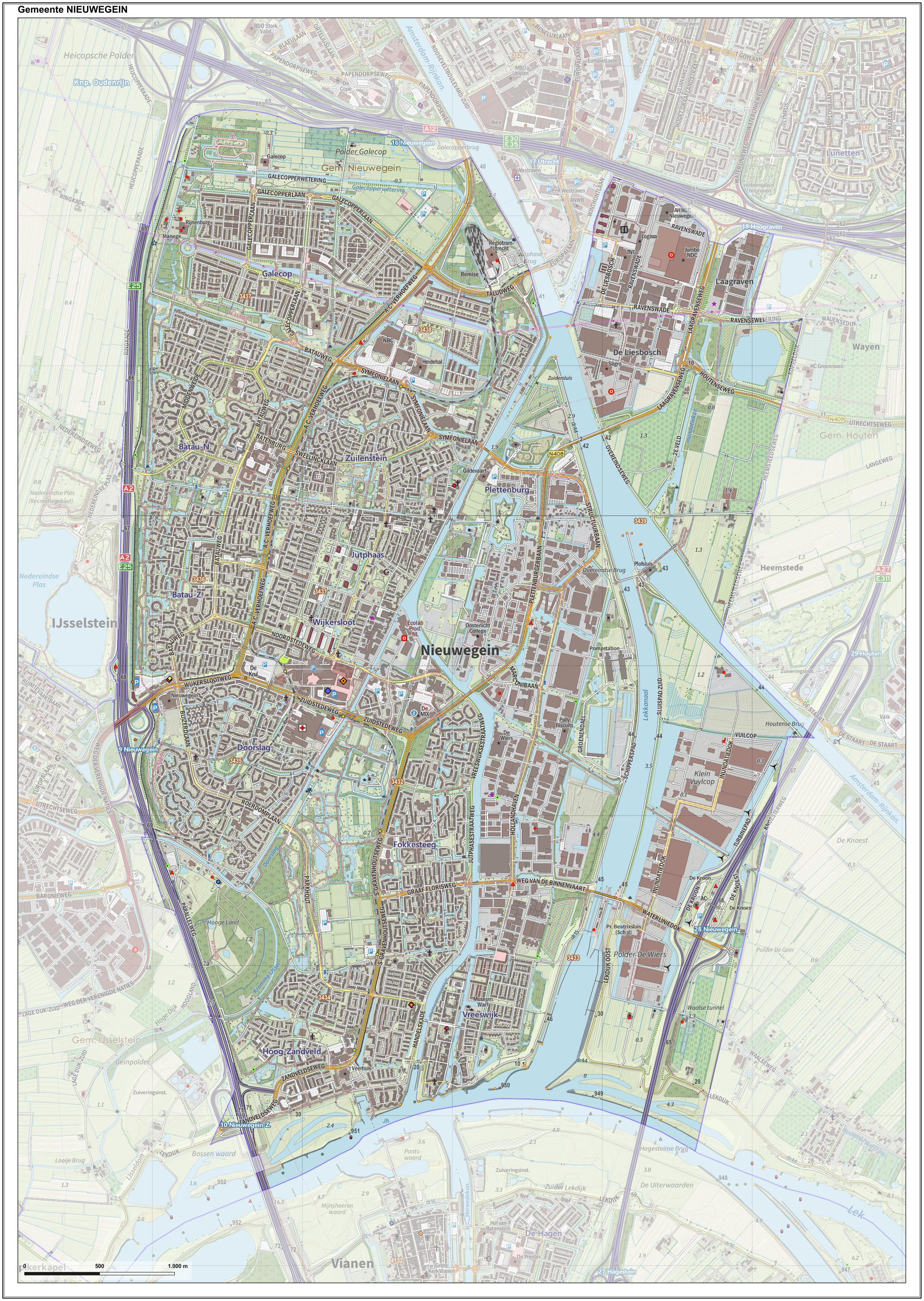
Topografische gemeentekaart van Nieuwegein

Nieuwegein (uitspraakⓘ) is een gemeente en plaats in de Nederlandse provincie Utrecht, ten zuiden van de stad Utrecht. De gemeente is een voormalige groeikern, gelegen aan de rivier de Lek, nabij de buurgemeenten IJsselstein in het westen, Vijfheerenlanden in het zuiden (aan de overkant van de Lek) en Houten in het oosten. Nieuwegein heeft 65.971 inwoners (per 22 november 2024) en is ontstaan op 1 juli 1971 na samenvoeging van de vroegere gemeenten Jutphaas en Vreeswijk.

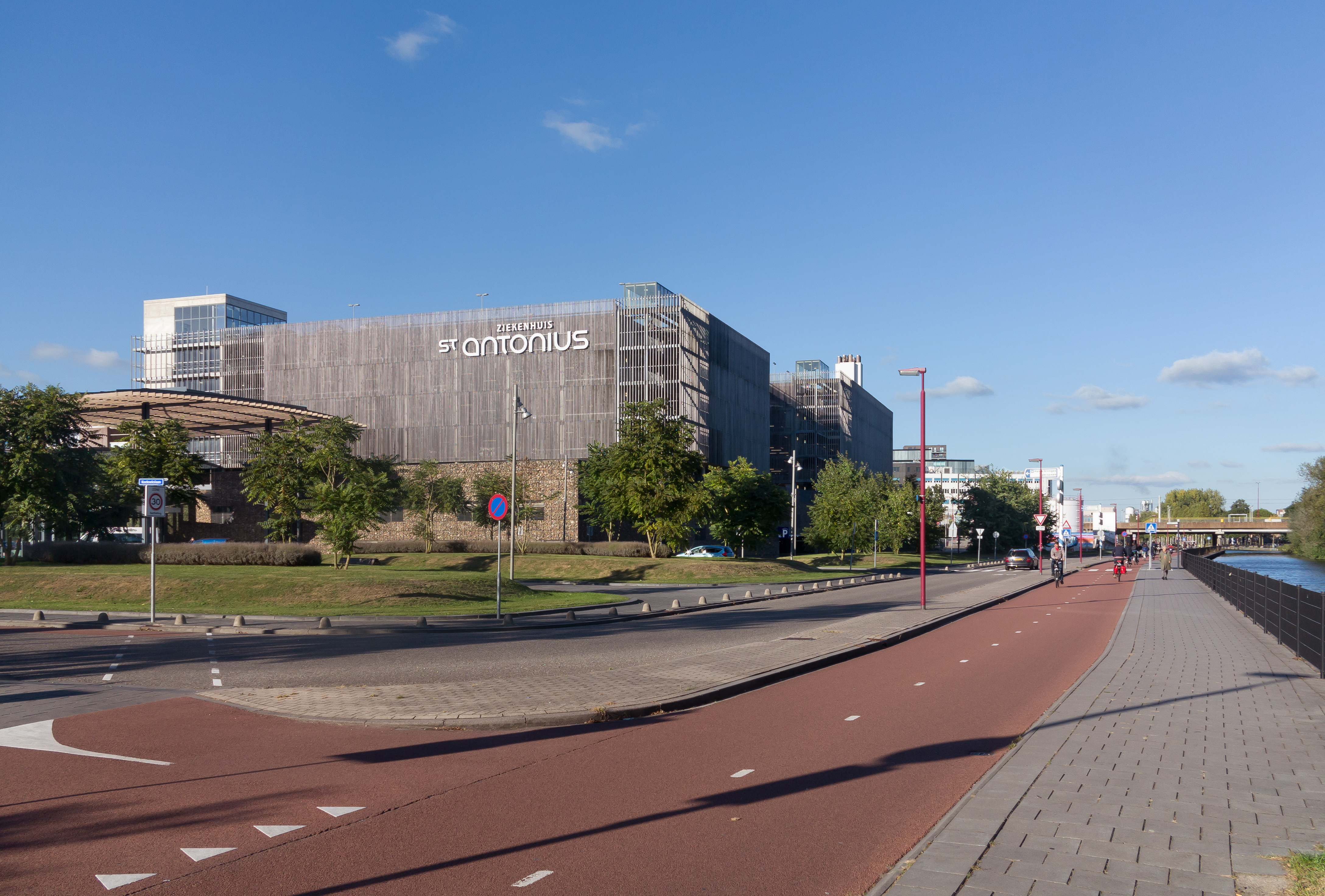
Het Sint Antoniusziekenhuis

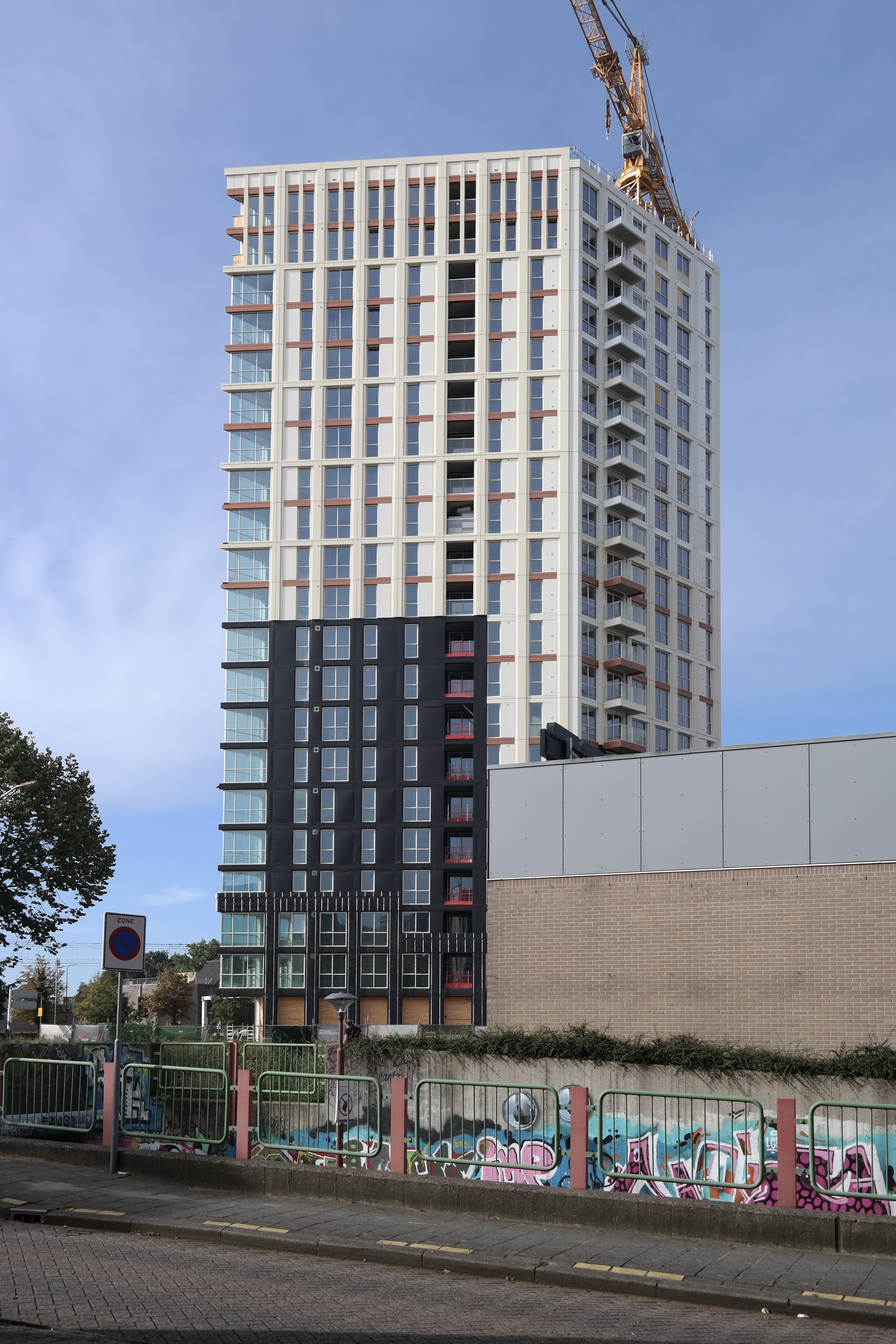
Woontoren The New Citizen, sinds 2023 het hoogste gebouw van Nieuwegein.

## Geschiedenis

### Groeikern
In de jaren 60 en 70 van de twintigste eeuw vond in Nederland een golf van suburbanisatie plaats: bewoners uit de grote steden in de Randstad trokken naar de omliggende gemeenten. De regering vond het noodzakelijk deze bewegingen te coördineren en in goede banen te leiden. Met name het behoud van het Groene Hart met zijn natuurlijke en landschappelijke waarden was daarbij speerpunt van het beleid. Het werd daarom de gemeenten in en om dit gebied niet langer toegestaan om op eigen initiatief en zelfstandig grootschalige bouwprojecten te ontwikkelen en ten uitvoer te brengen.
In plaats daarvan werden, voor de wel degelijk noodzakelijke uitbreiding van de voorraad woningen en bedrijfsgebouwen door de centrale overheid zelf bouwlocaties aangewezen.
Rondom Utrecht lag het zwaartepunt van de planning aan de zuidkant van de stad.
Reeds vanaf 1958 bestond bij het provinciebestuur van Utrecht het plan om het gebied tussen de dorpen Jutphaas en Vreeswijk volledig te gebruiken voor grootschalige woningbouw waardoor, met inbegrip van deze beide gemeenten een geheel nieuwe plaats zou ontstaan. In het noordelijk deel van het gebied was Jutphaas al bezig met het bouwen van de uitbreidingswijk "Wijkersloot" en Vreeswijk in het zuiden met de wijk "Zandveld". Deze ontwikkelingen waren aldus voorboden van de nieuwe plaats.
Op 12 juni 1969 besloten de gemeenteraden van Jutphaas en Vreeswijk zichzelf op te heffen en op 30 juni 1971 werden de oude gemeentevlaggen gestreken. Zodoende was op 1 juli 1971 de nieuwe gemeente Nieuwegein een feit. Nieuwegein profileert zichzelf ook wel als een stad.

### Naam
In het gebied tussen Jutphaas en Vreeswijk stond vroeger een nederzetting genaamd Geyne. Deze nederzetting heeft in 1295 stadsrechten gekregen maar werd korte tijd later, in 1333, verwoest in een oorlog tussen de bisschop van Utrecht en de graaf van Holland. Vandaag herinnert alleen Huis Oudegein nog aan deze tijd. Nadat de besturen van Vreeswijk en Jutphaas enige tijd gedebatteerd hadden over de naam van de nieuwe plaats (o.a. het alternatief "'t Gein" als verwijzing naar Geyne, sneuvelde) besloten ze de nieuwe plaats te noemen naar deze oude nederzetting.

## Onderwijs
In Nieuwegein zijn er drie middelbare scholen en een roc:
- het Cals College voor tweetalig atheneum, tweetalig gymnasium, tweetalig havo, gymnasium, atheneum, havo en technasium.
- het Oosterlicht College voor gymnasium, atheneum, havo, vmbo-tl, vmbo-kader en vmbo-bbl
- het Anna van Rijn College, locatie Albatros: voor tweetalig gymnasium, tweetalig atheneum, atheneum, tweetalig havo, havo, vmbo-theoretische leerweg, havo-xl en mavo-xl; locatie Harmonielaan: voor vmbo-kader; locatie Acaciastraat (de Linie): voor Leerweg ondersteunend onderwijs
- ROC Midden Nederland: een regionaal opleidingencentrum met o.a. beroepsgerichte opleidingen voor jongeren en volwassenen.

## Verkeer en vervoer

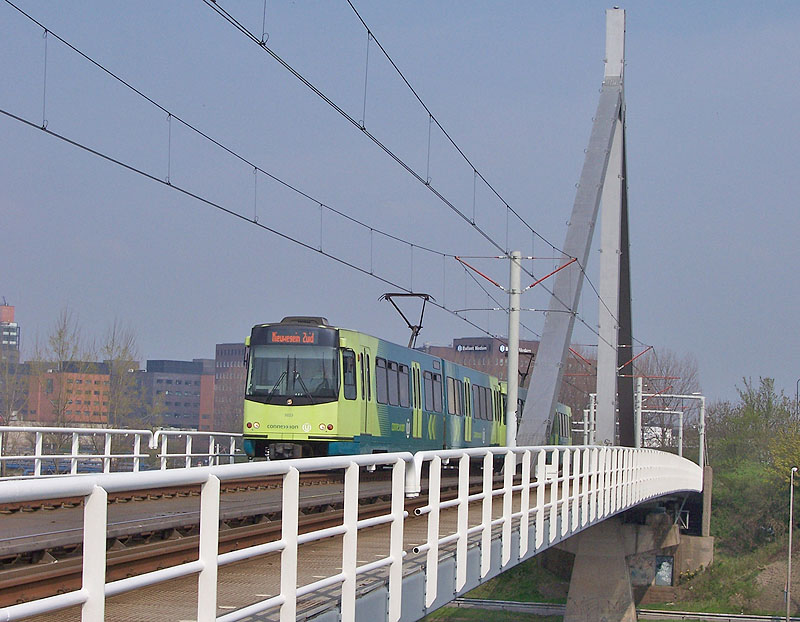
Sneltram op de Jutphasebrug over het Amsterdam-Rijnkanaal tussen Utrecht Westraven en Nieuwegein Zuilenstein.

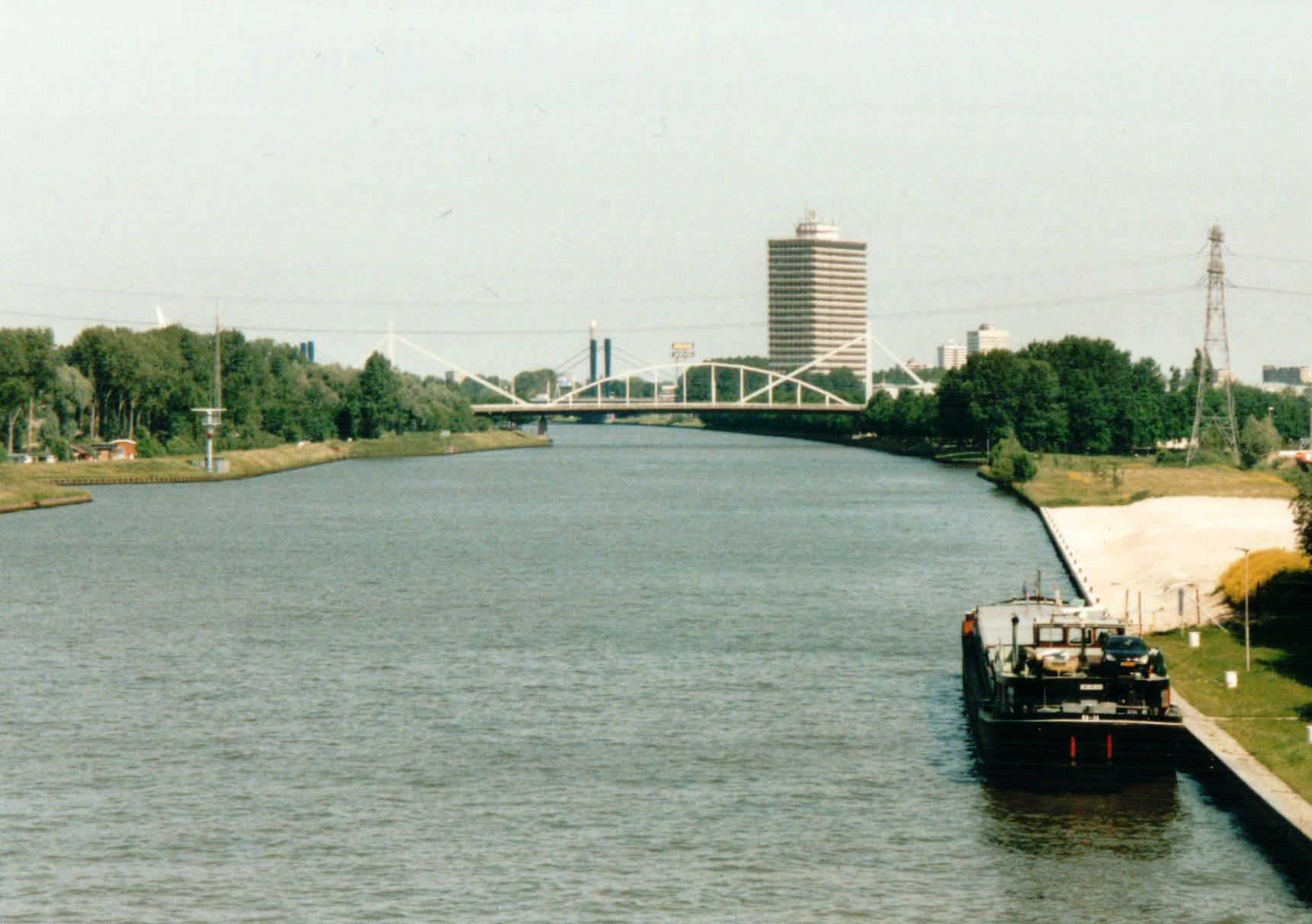
Amsterdam-Rijnkanaal vanaf de Nieuwegeinse Brug.

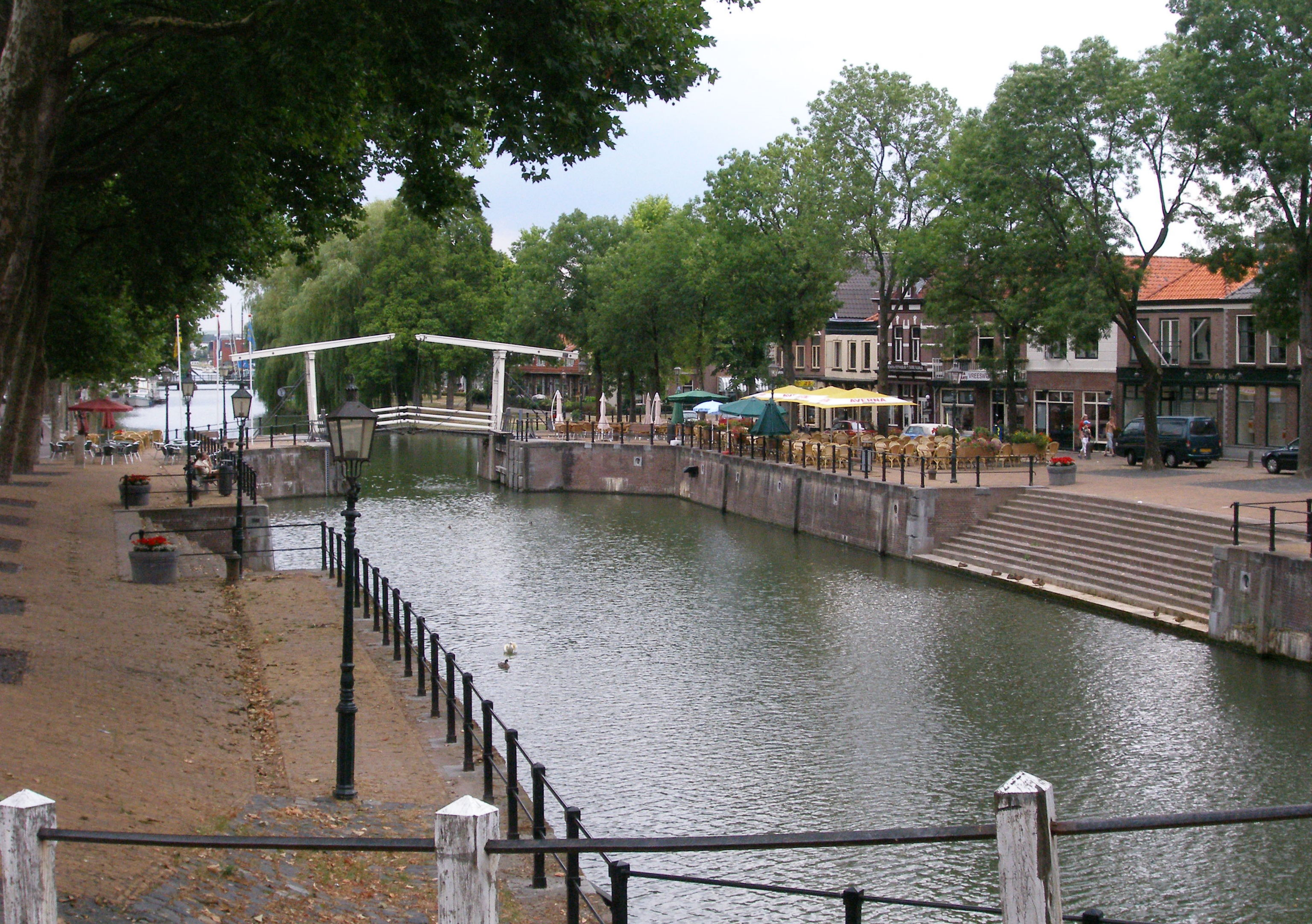
De Oude Sluis met de Kleine Brug in Vreeswijk.

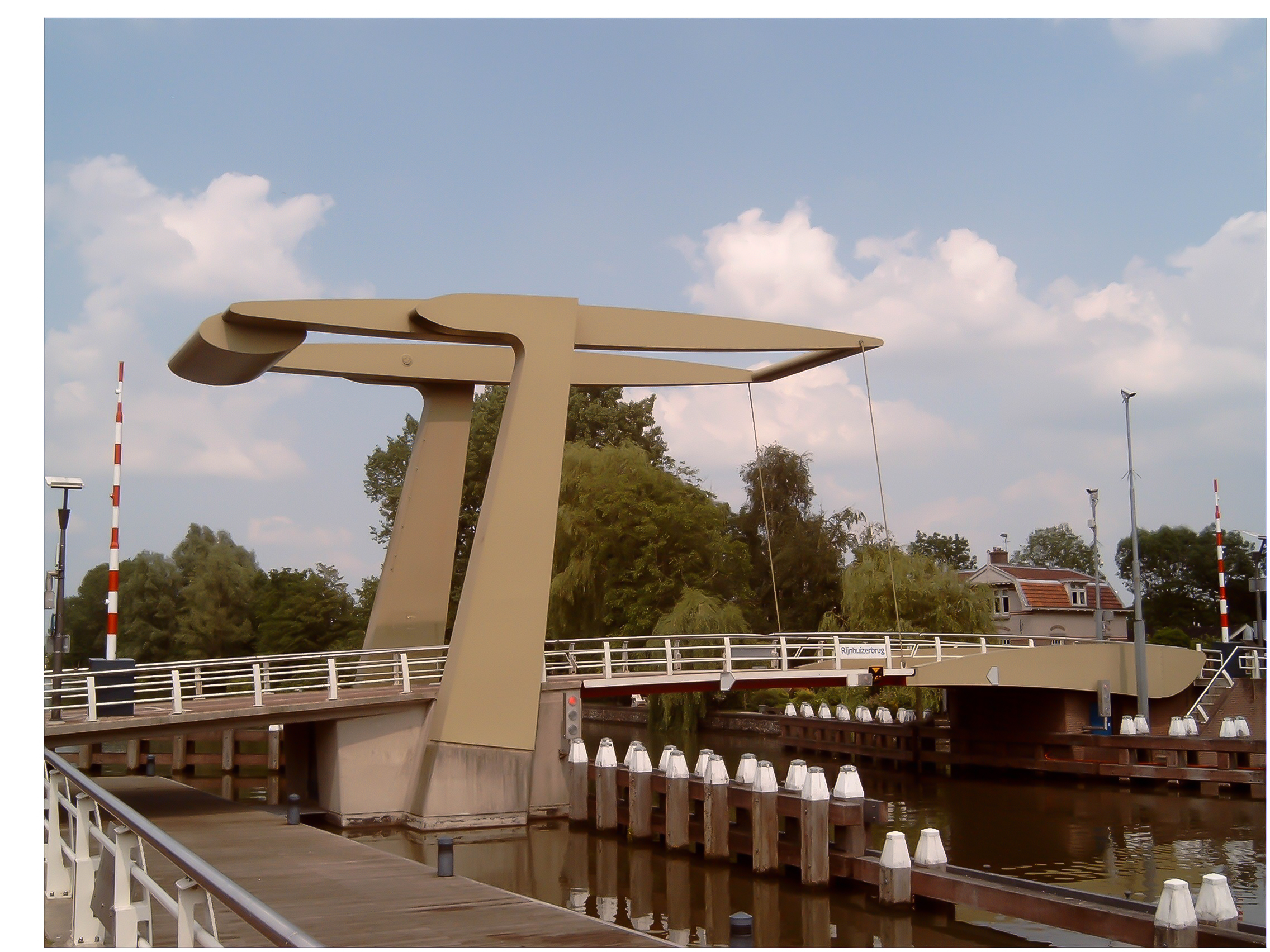
Nieuwegein, ophaalbrug

Nieuwegein is ingesloten door drie autosnelwegen: de A2, de A12 en de A27. Het staat daarom ook bekend om zijn centrale ligging.
Nieuwegein heeft geen spoorwegstation binnen de gemeentegrenzen. Een sneltram verzorgt samen met een aantal buslijnen het openbaar vervoer met de stad Utrecht en ook met IJsselstein. Met Vianen bestaat een bus-, voet- en fietsveerverbinding over de Lek.

## Gezondheidszorg
In Nieuwegein is sinds 1983 het St. Antonius Ziekenhuis gevestigd, onder meer bekend vanwege zijn specialisatie op het gebied van cardiologie.

## Waterwegen
Door en langs Nieuwegein lopen enkele kanalen, zoals het Amsterdam-Rijnkanaal, het Lekkanaal en het Merwedekanaal. Vanuit het Merwedekanaal ontspringt de rivier de Hollandse IJssel en vanuit de Hollandse IJssel het riviertje de Kromme IJssel.

## Wijken
De gemeente Nieuwegein deelt Nieuwegein in de volgende wijken in:
| - Batau-Noord - Batau-Zuid - Blokhoeve - Stadscentrum (is gerenoveerd) - De Wiers (industrie) - Doorslag - Fokkesteeg - Galecop - Het Klooster (bedrijven, in aanbouw) - Hoge Landen (buitengebied) - Hoog-Zandveld |  | - Huis de Geer - Lekboulevard - Laagraven-Liesbosch (bedrijven) - Merwestein - Oudegein (park) - Plettenburg (bedrijven) - Vreeswijk - Jutphaas-Wijkersloot - Zandveld - Zuilenstein |

Tot 1 januari 2001 hoorde het gebied ten noordwesten van Nieuwegein, Rijnenburg tot de gemeente Nieuwegein. Sindsdien is Rijnenburg onderdeel van de gemeente Utrecht, liggend in de wijk Vleuten-De Meern.

## Politiek en bestuur

### Gemeenteraad

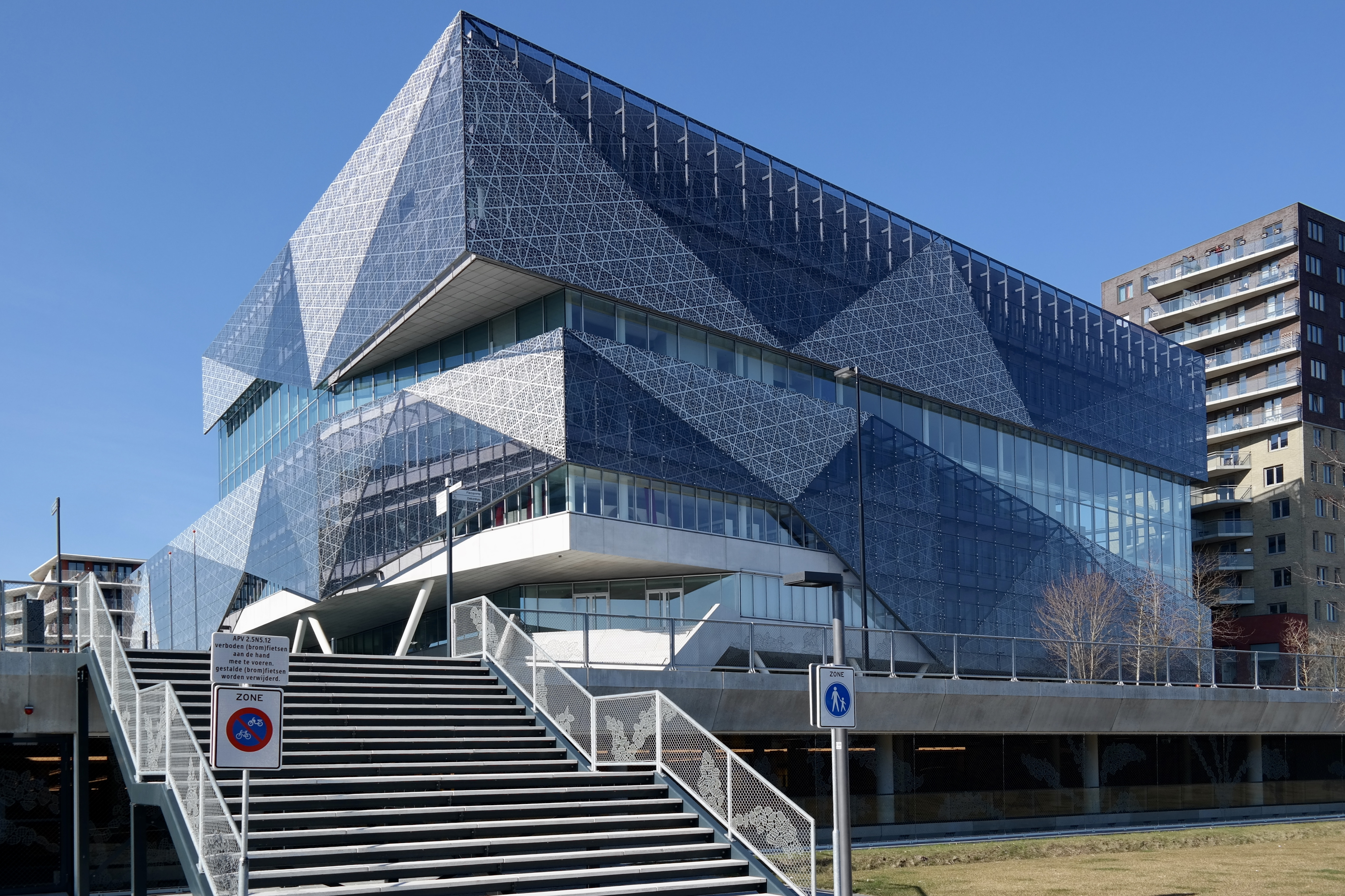
Het gemeentehuis van Nieuwegein aan het Stadsplein

De gemeenteraad van Nieuwegein bestaat uit 33 zetels. Hieronder staat de samenstelling van de gemeenteraad sinds 1998:
| Gemeenteraadszetels           | Gemeenteraadszetels | Gemeenteraadszetels | Gemeenteraadszetels | Gemeenteraadszetels | Gemeenteraadszetels | Gemeenteraadszetels | Gemeenteraadszetels |
| Partij                        | 1998                | 2002                | 2006                | 2010                | 2014                | 2018                | 2022                |
| ----------------------------- | ------------------- | ------------------- | ------------------- | ------------------- | ------------------- | ------------------- | ------------------- |
| GroenLinks                    | 3                   | 3                   | 2                   | 2                   | 2                   | 3                   | 6                   |
| VVD                           | 9                   | 5                   | 5                   | 7                   | 5                   | 7                   | 6                   |
| PvdA                          | 7                   | 5                   | 10                  | 6 (5)               | 3                   | 3                   | 4                   |
| Verenigde Senioren Partij     | -                   | 1                   | 1                   | 2                   | 3                   | 3                   | 4                   |
| CDA                           | 6                   | 7                   | 5                   | 4                   | 3                   | 3                   | 3                   |
| D66                           | 2                   | 1                   | 1                   | 2                   | 4                   | 3                   | 3                   |
| Lokale Vernieuwing            | -                   | -                   | -                   | -                   | -                   | 2                   | 3                   |
| ChristenUnie                  | -                   | -                   | 1                   | 1                   | 2                   | 2                   | 1                   |
| De Unie                       | -                   | -                   | -                   | -                   | -                   | -                   | 1                   |
| Ieders Belang                 | -                   | -                   | -                   | -                   | 5 (4)               | 2 (1)               | 1                   |
| Stadspartij Núwegein          | -                   | -                   | -                   | -                   | 1                   | 1                   | 1                   |
| SP                            | -                   | -                   | 4                   | 3                   | 5                   | 4                   | -                   |
| Leefbaar Nieuwegein           | -                   | 7                   | 1                   | 4 (2)               | -                   | -                   | -                   |
| Onze Nieuwegeinse Samenleving | -                   | -                   | 2                   | 1                   | -                   | -                   | -                   |
| Trots op Nederland            | -                   | -                   | -                   | 1                   | -                   | -                   | -                   |
| ChristenUnie-SGP              | 2                   | 2                   | -                   | 1                   | -                   | -                   | -                   |
| SGP                           | -                   | -                   | 1                   | -                   | -                   | -                   | -                   |
| Stadspartij PGN               | 2                   | 2                   | -                   | -                   | -                   | -                   | -                   |
| Senioren2000                  | 2                   | -                   | -                   | -                   | -                   | -                   | -                   |
| Totaal                        | 33                  | 33                  | 33                  | 33                  | 33                  | 33                  | 33                  |

### College van B&W
De coalitie voor de periode 2022-2026 bestaat uit GroenLinks, VVD, PvdA en Lokale Vernieuwing. Het college van burgemeester en wethouders bestaat naast de burgemeester uit elk een wethouder van GroenLinks, VVD, PvdA en Lokale Vernieuwing.
| College van burgemeester en wethouders | College van burgemeester en wethouders | College van burgemeester en wethouders |
| -------------------------------------- | -------------------------------------- | --- |
| Burgemeester                           | Marijke van Beukering (D66)            | - Openbare orde en veiligheid - Toezicht en integrale handhaving - Dienstverlening, ICT/I-strategie, informatiebeleid en archief - Vergunningverlening evenementen - Communicatie en inwonersparticipatie - Externe betrekkingen - Onderzoek en statistiek                        |
| Wethouders                             | Marieke Schouten (GroenLinks)          | - 1e locoburgemeester - Wonen en ruimtelijke ordening - Gezondheid, welzijn en inclusie - Energietransitie, duurzaamheid en klimaat - City en Rijnhuizen - Internationalisering en Europa - Wijkwethouder van Batau-Zuid en Doorslag                                              |
| Wethouders                             | Ellie Eggengoor (VVD)                  | - 2e locoburgemeester - Economie - Werk en inkomen - Duurzaamheid bedrijventerreinen - Mobiliteit - Parkeren - Financiën - A12-zone - Stichting Binnenstadsmanagement - Wijkwethouder van (Hoog) Zandveld & Lekboulevard, Rijnhuizen en Vreeswijk                                 |
| Wethouders                             | Guido Bamberg (PvdA)                   | - 3e locoburgemeester - Jeugd - Betere Buurten - Armoedebeleid - Coördinatie laaggeletterdheid - Wmo - Grondbedrijf - Maatschappelijk vastgoed en onderwijshuisvesting - Wijkwethouder van Batau-Noord, Fokkesteeg en Zuilenstein/Huis de Geer/Blokhoeve                          |
| Wethouders                             | John van Engelen (Lokale Vernieuwing)  | - 4e locoburgemeester - Cultuur, recreatie en evenementen - Sport - Onderwijs - Integratie statushouders/vluchtelingen - Openbaar domein - Dierenwelzijn - Personeel en organisatie - Sterke Lekdijk - Wijkwethouder van Binnenstad & Merwestein, Galecop en Jutphaas-Wijkersloot |

## Sport
Op 9 mei 2010 passeerde de grote Italiaanse wielerronde Ronde van Italië (Giro d'Italia) Nieuwegein tijdens de etappe van Amsterdam naar Utrecht.
In Nieuwegein zijn er meerdere sportaccommodaties en sportverenigingen:
| American Football - New Legends Atletiek: - Atverni (Atletiek Vereniging Nieuwegein) Basketball: - New Stars Badminton: - BC 't Gein Bowlen: - Chandra Nieuwegein (Bowling Vereniging Nieuwegein) Duiken/Onderwatersport: - Duikteam Nieuwegein - Duikvereniging Succotash Handbal: - HVN (Handbalvereniging Venus Nieuwegein) Hockey: - Hockeyvereniging Mixed Hockey Club Nieuwegein Honk- en Softbal: - Nieuwegein Diamonds Judo en Jiu Jitsu: - Comby Sport / BSP “Kickboksen:” - Team Suboxer Klimmen: - Climb UP Kunstrolschaatsen: - KRC Rolling Nieuwegein |  | Korfbal: - Koveni (Korfbal Vereniging Nieuwegein) Roeien: - NRV De DoorSlag (Nieuwegeinse Roei Vereniging de DoorSlag) Rugby: - RugbyClub Nieuwegein Tafeltennis: - VTV (Vreeswijkse Tafeltennis Vereniging) - TTVN (Tafeltennis Vereniging Nieuwegein) Tennis: - LTVN (Lawn Tennis Vereniging Nieuwegein) - TVO (Tennis Vereniging Oudegein) - TVR (Tennis Vereniging Rijnhuyse) - TVV (Tennis Vereniging Vreeswijk) Voetbal: - JSV Nieuwegein (Jutphase Sport Vereniging) - SV Parkhout Volleybal: - NVC Wielrennen: - WTCN (Wieler Tour Club Nieuwegein) Zwemmen: - Aquarijn |

## Partnersteden en diversen
Nieuwegein heeft een partnerstad:
- Rundu (Namibië), sinds 1994

Tot 2015 was er ook een partnerstad relatie met  Puławy (Polen), de band werd formeel beëindigd, maar informeel bleef deze nog bestaan. In 2020 werd de band definitief beëindigd vanwege de zogenaamde homovrije zones in Puławy.
De gemeente is tevens een Millennium Gemeente.

## Bekende (ex-)inwoners

### Geboren in Nieuwegein
- Erik-Jan Rosendahl (1972), sidekick
- Ron Smoorenburg (1974), acteur en vechtsportspecialist
- Kaltoum Boufangacha (1975), actrice
- Chantal Boonacker (1977-2021), paralympisch zwemster
- Khalid Kasem (1978), advocaat en talkshowpresentator
- Aukje van Ginneken (1982), actrice
- Ingrid Jansen (1983), danseres en actrice
- Quincy Allée (1984), voetballer
- Sanne Vogel (1984), actrice
- Manuel Schenkhuizen (1986), e-sporter
- Mark van Veen (1986), zanger
- Levi van Kempen (1988), acteur
- Robert Meeuwsen (1988), beachvolleybal
- Sidney Schmeltz (1989), voetballer
- Sari van Veenendaal (1990), voetbalster
- Hugo Haak (1991), baanwielrenner
- Benjamin van Leer (1992), voetballer
- Maurits Schmitz (1993), voetballer
- Conner Blöte (1998), voetballer
- Kyan van Dorp (2000), voetballer
- Ahmed Azmi (2002), voetballer

### Woonachtig geweest
- Joop van Tellingen - paparazzo (1944-2012)
- Gees Linnebank - acteur en stemacteur (1945-2006)
- Jan Sloot - uitvinder (1945-1999)
- Arjan Brass - zanger (1951-2007)

### Overleden
- Eddy de Geer van Oudegein, politicus (1985)
- Bernardus Alfrink, aartsbisschop van Utrecht (1987)
- Frans Boers, kunstschilder (1987)
- Hendrik van der Gronde, politicus (1990)
- Hans Henkemans, componist, pianist (1995)
- Paul Merkx, voetballer (1995)
- Herman van Eyck, ondernemer (1997)
- Lotti van der Gaag, beeldhouwster en schilderes (1999)
- Frans Henrichs, sportverslaggever en -journalist (1999)
- Jan Sloot, uitvinder (1999)
- Toon Hermans, cabaretier, zanger, kunstschilder en dichter (2000)
- Jan Niënhaus, geestelijke (2000)
- Otto Dijk, schrijver/dramaturg (2004)
- Wout van Doleweerd, artiestenmanager (2006)
- Joop van der Reijden, politicus (2006)
- Arjan Brass, zanger, saxofonist, pianist (2007)
- Dick van 't Sant, hoorspelacteur, regisseur (2008)
- Gerrit Swaan, politicus (2008)
- Noppie Koch, wielrenner (2010)
- Mans Flik, burgemeester (2011)
- Charles Z., crimineel (2011)
- Tonnie Hom, zwemster (2013)
- Nico van Kampen, theoretisch fysicus en hoogleraar (2013)
- Wim Spit, vakbondsbestuurder (2013)
- Joop Reynolds, componist en pianist (2014)
- Hans Veerman, acteur (2014)
- Cor Adelaar, voetballer (2016)
- Cees Werkhoven, sportbestuurder (2019)
- Bram van der Vlugt, acteur (2020)

## Aangrenzende gemeenten
| Aangrenzende gemeenten | Aangrenzende gemeenten | Aangrenzende gemeenten | Aangrenzende gemeenten | Aangrenzende gemeenten |
| ---------------------- | ---------------------- | ---------------------- | ---------------------- | ---------------------- |
|                        |                        | Utrecht                |                        |                        |
|                        |                        |                        |                        |                        |
| IJsselstein            | Houten                 |                        |                        |                        |
|                        |                        |                        |                        |                        |
|                        |                        | Vijfheerenlanden       |                        |                        |

## Monumenten
In de gemeente zijn er een aantal rijksmonumenten, gemeentelijke monumenten en oorlogsmonumenten; zie:
- Lijst van rijksmonumenten in Nieuwegein
- Lijst van gemeentelijke monumenten in Nieuwegein
- Lijst van oorlogsmonumenten in Nieuwegein